# Jevgenyij Mihajlovics Vinokurov
Jevgenyij Mihajlovics Vinokurov, Евге́ний Миха́йлович Виноку́ров (Brjanszk, 1925. október 22. – Moszkva, 1993. január 23.) szovjet-orosz költő, műfordító és pedagógus.

## Élete
Apja Mihail Peregudov 1944-től állambiztonsági őrnagy – 1938-tól 1943-ig –, az NKVD Moszkva, Kijevi kerületi igazgatóságának a parancsnoka volt. anyja, a zsidó származású Jevgenyija Vinokurova, az SZKP egyik moszkvai kerületi bizottságának első titkára volt. Vinokurov 1943-ban végezte el a 9. osztályt, ezután behívták a hadseregbe, ahol tüzériskolát végzett, s 18 évesen tüzérparancsnok lett. A 4. Ukrán Fronttal harcolt a Kárpátokban, s a Sziléziában fejezte be a háborút. A háború után tüdőproblémák miatt leszerelték. 
Első verseit 1948-ban publikálta a Смена magazinban, a költeményekhez Ilja Ehrenburg írt előszót. 1951-ben fejezte be tanulmányait a Gorkij Irodalmi Intézetben.  
Első önálló kötete 1956-ban jelent meg Стихи о долге címmel, Borisz Paszternak gondozásában. 1952-ben lépett be az SZKP-ba. Sztyepan Scsipacsovval közösen az Октябрь című folyóirat költészettel foglalkozó részében rendszeresen megjelentette a fiatal szovjet alkotók, így Bella Ahatovna Ahmadulina, Leonyid Nyikolajevics Martinov, Borisz Abramovics Szluckij és mások alkotásait. Ők szerkesztették Naum Mojszejevics Korzsavin első, Годы című verseskötetét.
1971 és 1987 közt a Новый мир magazin költészeti osztályának vezetője volt, szerkesztésében jelent meg a Русская поэзия XIX века című antológia 1974-ben. Hosszú időn át egy kreatív szemináriumot vezetett a Gorkij Irodalmi Intézetben. A Novogyevicsij-temetőben nyugszik. 
Magyarul két önálló kötete jelent meg: 1964-ben a Hétköznapok gyönyöre, valamint 1975-ben a Tilalmas kékség, mindkettő az Európa Könyvkiadó gondozásában. E köteteken kívül több alkotása is megjelent különböző antológiákban.

## Magyarul
- Hétköznapok gyönyöre. Versek; vál. Pór Judit, ford. Rab Zsuzsa; Európa, Bp., 1964
- Tilalmas kékség; vál., ford., utószó Rab Zsuzsa; Európa, Bp.,1975

## Fordítás
- Ez a szócikk részben vagy egészben  a(z)   Винокуров, Евгений Михайлович című orosz Wikipédia-szócikk ezen változatának fordításán alapul.  Az eredeti cikk szerkesztőit annak laptörténete sorolja fel. Ez a jelzés csupán a megfogalmazás eredetét és a szerzői jogokat jelzi, nem szolgál a cikkben szereplő információk forrásmegjelöléseként.